# Anthidium severini
Anthidium severini är en biart som beskrevs av Joseph Vachal 1903. Anthidium severini ingår i släktet ullbin, och familjen buksamlarbin. Inga underarter finns listade i Catalogue of Life.